# Una (Himachal Pradesh)
Una es una ciudad y concejo municipal situada en el distrito de Una,  en el estado de Himachal Pradesh (India). Su población es de 18722 habitantes (2011). Es el centro administrativo del distrito.

## Demografía
Según el censo de 2011 la población de Una era de 18722 habitantes, de los cuales 9851 eran hombres y 8871 eran mujeres. Una tiene una tasa media de alfabetización del 86,21%, superior a la media estatal del 82,80%: la alfabetización masculina es del 88,84%, y la alfabetización femenina del 83,29%.

## Clima
| Parámetros climáticos promedio de Una (1985–2010, extremes 1985–2011) | Parámetros climáticos promedio de Una (1985–2010, extremes 1985–2011) | Parámetros climáticos promedio de Una (1985–2010, extremes 1985–2011) | Parámetros climáticos promedio de Una (1985–2010, extremes 1985–2011) | Parámetros climáticos promedio de Una (1985–2010, extremes 1985–2011) | Parámetros climáticos promedio de Una (1985–2010, extremes 1985–2011) | Parámetros climáticos promedio de Una (1985–2010, extremes 1985–2011) | Parámetros climáticos promedio de Una (1985–2010, extremes 1985–2011) | Parámetros climáticos promedio de Una (1985–2010, extremes 1985–2011) | Parámetros climáticos promedio de Una (1985–2010, extremes 1985–2011) | Parámetros climáticos promedio de Una (1985–2010, extremes 1985–2011) | Parámetros climáticos promedio de Una (1985–2010, extremes 1985–2011) | Parámetros climáticos promedio de Una (1985–2010, extremes 1985–2011) | Parámetros climáticos promedio de Una (1985–2010, extremes 1985–2011) |
| Mes                                                                   | Ene.                                                                  | Feb.                                                                  | Mar.                                                                  | Abr.                                                                  | May.                                                                  | Jun.                                                                  | Jul.                                                                  | Ago.                                                                  | Sep.                                                                  | Oct.                                                                  | Nov.                                                                  | Dic.                                                                  | Anual                                                                 |
| --------------------------------------------------------------------- | --------------------------------------------------------------------- | --------------------------------------------------------------------- | --------------------------------------------------------------------- | --------------------------------------------------------------------- | --------------------------------------------------------------------- | --------------------------------------------------------------------- | --------------------------------------------------------------------- | --------------------------------------------------------------------- | --------------------------------------------------------------------- | --------------------------------------------------------------------- | --------------------------------------------------------------------- | --------------------------------------------------------------------- | --------------------------------------------------------------------- |
| Temp. máx. abs. (°C)                                                  | 31.0                                                                  | 34.2                                                                  | 39.4                                                                  | 43.2                                                                  | 45.2                                                                  | 45.2                                                                  | 42.2                                                                  | 38.4                                                                  | 38.6                                                                  | 35.6                                                                  | 33.4                                                                  | 28.2                                                                  | 45.2                                                                  |
| Temp. máx. media (°C)                                                 | 19.9                                                                  | 23.1                                                                  | 28.1                                                                  | 34.3                                                                  | 37.8                                                                  | 37.9                                                                  | 33.8                                                                  | 32.8                                                                  | 32.8                                                                  | 31.1                                                                  | 27.4                                                                  | 22.3                                                                  | 30.1                                                                  |
| Temp. mín. media (°C)                                                 | 3.2                                                                   | 5.7                                                                   | 9.4                                                                   | 13.5                                                                  | 18.2                                                                  | 21.2                                                                  | 22.1                                                                  | 21.9                                                                  | 20.1                                                                  | 13.8                                                                  | 8.2                                                                   | 4.0                                                                   | 13.5                                                                  |
| Temp. mín. abs. (°C)                                                  | -5.8                                                                  | -1.6                                                                  | 3.0                                                                   | 6.7                                                                   | 8.6                                                                   | 14.7                                                                  | 17.0                                                                  | 16.3                                                                  | 13.2                                                                  | 5.1                                                                   | 1.8                                                                   | -2.4                                                                  | -5.8                                                                  |
| Lluvias (mm)                                                          | 37.0                                                                  | 42.4                                                                  | 42.3                                                                  | 24.9                                                                  | 37.1                                                                  | 89.6                                                                  | 323.2                                                                 | 320.3                                                                 | 162.2                                                                 | 21.1                                                                  | 10.7                                                                  | 20.4                                                                  | 1131.2                                                                |
| Días de lluvias (≥ 1 mm)                                              | 2.4                                                                   | 3.4                                                                   | 3.3                                                                   | 1.6                                                                   | 2.7                                                                   | 5.5                                                                   | 11.6                                                                  | 11.6                                                                  | 5.8                                                                   | 1.2                                                                   | 0.9                                                                   | 1.2                                                                   | 51.2                                                                  |
| Humedad relativa (%)                                                  | 65                                                                    | 63                                                                    | 57                                                                    | 42                                                                    | 41                                                                    | 49                                                                    | 68                                                                    | 72                                                                    | 67                                                                    | 61                                                                    | 58                                                                    | 61                                                                    | 59                                                                    |
| Fuente: India Meteorological Department                               |                                                                       |                                                                       |                                                                       |                                                                       |                                                                       |                                                                       |                                                                       |                                                                       |                                                                       |                                                                       |                                                                       |                                                                       |                                                                       |